# Daniele Libanori

Bischofswappen von Daniele Libanori

Daniele Libanori SJ (* 27. Mai 1953 in Ostellato) ist ein italienischer römisch-katholischer Ordensgeistlicher und Kurienbischof.

## Leben
Daniele Libanori begann bereits 1964 mit der Vorbereitung auf den Priesterberuf und empfing am 11. Juni 1977 das Sakrament der Priesterweihe für das Erzbistum Ferrara.
Er erwarb das Lizenziat in Theologie der Evangelisation am Theologischen Studium Bologna und wurde an der Theologischen Fakultät von Mittelitalien im Fach Theologie des christlichen Lebens promoviert.
Bis 1991 war er in der Pfarrseelsorge tätig und seit 1983 zusätzlich Regens des Priesterseminars. 1991 trat er in den Jesuitenorden ein. Von 1993 bis 1997 war er in der Hochschulseelsorge in L’Aquila tätig. Von 1998 bis 2003 war er Hochschulseelsorger an der Universität La Sapienza in Rom. Im Jahr 2002 legte er die ewige Profess ab. Ab 2003 war er Vizerektor und von 2008 bis 2016 Rektor der römischen Jesuitenkirche Il Gesù. Anschließend war er einige Monate Leiter des nationalen Gebetsapostolats und seit 2017 Rektor der Kirche San Giuseppe dei Falegnami am Forum Romanum und Mitarbeiter in der Fortbildung des Klerus.
Am 23. November 2017 ernannte ihn Papst Franziskus zum Titularbischof von Buruni und zum Weihbischof in Rom. Der Generalvikar des Bistums Rom, Erzbischof Angelo De Donatis, spendete ihm und dem gleichzeitig ernannten Weihbischof Paolo Ricciardi am 13. Januar des folgenden Jahres die Bischofsweihe. Mitkonsekratoren waren Gianrico Ruzza, Weihbischof in Rom, und Andrea Turazzi, Bischof von San Marino-Montefeltro.
Am 14. April 2018 ernannte ihn Papst Franziskus zum Mitglied der Kongregation für die Selig- und Heiligsprechungsprozesse.
Seit Juni 2022 ist Libanori per Dekret von Papst Franziskus Apostolischer Kommissar der Vereinigung Pro Deo et fratribus – Familie Mariens.
Am 6. April 2024 ernannte ihn Papst Franziskus zu seinem persönlichen Assessor für das geweihte Leben.